# Gröfaz
A Gröfaz kifejezés egy német rövidítés, teljes egészében így hangzik: „Größter Feldherr aller Zeiten“ (magyarul: „Minden idők legnagyobb hadvezére”), amivel a Harmadik Birodalom egykori Führerét, Adolf Hitlert illették. A fogalmat először teljes formában Wilhelm Keitel tábornagy (Generalfeldmarschall), vezérkari főnök használta a második világháborúban, a Németalföld és Franciaország legyőzése után:
Mein Führer, Sie sind der größte Feldherr aller Zeiten.
A rövidítés maga azonban általában a nemzetiszocialisták feltétlen Hitler-imádatát gúnyolta. Ezen gúnynév feltűnik Sven Hassel Eltörölni Párizst! című regényében is, mint a Wehrmacht és a Kriegsmarine egységei között igen használatos gúnynév Hitlerre.

## Fordítás
- Ez a szócikk részben vagy egészben a Gröfaz című német Wikipédia-szócikk ezen változatának fordításán alapul.  Az eredeti cikk szerkesztőit annak laptörténete sorolja fel. Ez a jelzés csupán a megfogalmazás eredetét és a szerzői jogokat jelzi, nem szolgál a cikkben szereplő információk forrásmegjelöléseként.